# 龙岩学院
龙岩学院是位于中国福建省龙岩市的一所公办全日制本科普通高等学校。
龙岩学院有东肖和横山两个校区，设有12个院（系）、49个本科专业。
学校前身为创办于1958年的龙岩师范高等专科学校。2001年，福建资源工业学校并入龙岩师范高等专科学校。2004年5月，龙岩师范高等专科学校更名为龙岩学院。

## 院系设置
- 师范教育学院
- 外国语学院
- 经济与管理学院
- 数学与信息工程学院
- 物理与机电工程学院
- 化学与材料学院
- 生命科学学院
- 资源工程学院
- 体育与健康学院
- 传播与设计学院
- 马克思主义学院
- 继续教育学院

## 學術期刊
- 《龙岩学院学报》

## 校校企計劃
龙岩学院与台湾明新科技大学于2012年签订了合作协议，9月，两校的“校校企”联合培养人才项目启动，联合举办了计算机科学与技术专业（网络工程方向）并招收了30名学生。根据培养方案，该专业学生将于赴台湾明新科技大学进行为期一年的学习。透過两校的“校校企”联合培养人才项目计算机科学与技术专业（网络工程方向）计划 。